# 포항 상륙 작전
포항 상륙 작전(한국 한자:浦項上陸作戰)은 6.25 전쟁 초반인 1950년 7월 10일부터 7월 19일까지 미국 해군과 영국 해군의 지원 하에 경상북도 포항에 미국 제1기병사단이 상륙한 것을 가리킨다. 이 작전의 성공은 이후 더글러스 맥아더의 인천 상륙 작전, 그리고 이후 1950년 10월 원산 상륙 작전에 영향을 미치게 되었다.
C. 터너 조이 제독이 "미 제1기병사단의 포항 상륙 후 신속한 전개가 없었더라면 부산 주변이 북한군의 수중에 들어가는 위험을 초래하였을 것이다"라고 평가하며, 포항 상륙에 대해 긍정적인 평가를 내렸다. 미국 제1기병사단과 미국 육군에서는 이 작전을 6.25 전쟁 최초의 상륙 작전이라고 평가한다.

## 배경
6월 25일 주일미해군 제90기동부대(Task Force 90)사령관인 J. H. 도일(J. H. Doyle)소장은 예하의 상륙전대함정에 미 제24사단 35연대 병력을 요코스카(Yokosuka)항에서 탑승시켜, 사가미만의 지가사키(Jigasaki)해안에서 상륙훈련을 실시토록 하였다.
그런데 이보다 먼저 미 제8군에 대한 상륙훈련은 5월부터 실시되고 있었으며, 상륙작전의 능력이 크게 배양되어 가고 있었다. 따라서 이 상륙훈련이 전쟁기간중에 실시하였던 포항, 인천, 원산 등의 상륙작전에서 매우 효과적인 성과를 거두었던 것이다.
7월 5일 일본의 기지로부터 공수된 미 제24사단 병력은 단 700명 뿐이었고 지상전황은 아군에게 불리하기만 하였다. 더글라스 맥아더(MacArthur) 원수는 당시의 불리한 상황을 지적하되 『당면한 긴급문제는 한반도 전 지역에서 남진중인 북한 지상군의 진로를 하단하는 것이다. T-34 전차의 지원을 받은 조선인민군 지상군은 도합 9개 사단으로 추정한다. 현재 우리가 어떠한 조치를 가하여도 승리에 도취한 조선인민군들의 기세를 꺾기에는 충분하지 못하다』라고 하였다.
이 같은 상황에서 맥아더 원수는 7월 6일에 돌 소장과 그의 참모 7명을 동경으로 소집하여 상륙작전 계획을 검토시켰고
7월 22일 미 제1기병사단과 미 해병대 연대전투단(RCT) 병력을 인천에 상륙시킨다는 블루하츠 작전이 세워졌다.
그러나 대전지구의 전황이 급격히 악화되었으므로 7월 10일 블루하츠 작전은 취쇠되었고 부산 교두보를 확보하기 위하여서는 동해안에서의 상륙작이 필요하다고 판단하여 
돌 제독은 포항을 가능한 목표지역으로 제시하였다. 이 제의는 7월 10일에 맥아더 원수의 승인을 얻었다.

## 실행
포항에는 사용가능한 비행장과 상륙이 용이한 1,000야드 이상의 해안이 있었으며, 대구를 거쳐 대전으로 이어진 철로도 사용가능함으로 상륙군을 신속히 전선으로 투입할 수 있었다.
또한 동항은 해군함정의 동해안 함포사격에 힘입어 아직 전선으로부터 안전한 거리를 유지하고 있었다. 7월 10일, 포항이 상륙지로 결정되자 이날 LST로 포항에 도착한 제5공군 항공기술자들은 활주로를 확장 보수하기 시작하였다. 7월 11일에는 상륙작전에 필요한 해안정보를 수집하려고 해군장교 3명과 미 제1기병사단의 정보장교 2명이 포항으로 공중 정찰하였다.
이들은 해안의 수심상태, 하역시설 및 포항의 전반적인 기능에 관한 정보를 수집하여 7월 13일 일본 도쿄로 돌아갔다. 도쿄 만을 출발한 선발 수송선단의 도착을 앞두고 7월 14일부터 7척의 소해정(YMS)이 포항 영일만의 소해작업을 시작하였으며, LST와 LSU로 구성된 기동전개 90.3(인양전대)는 상륙작전에 필요한 장비를 탑재하고 한국해역으로 향하였다.
7월 15일에는 안전한 행정상륙을 실시할 수 있는 가능성을 검토하기 위하여 마지막 정찰비행을 하였다. 이 정찰비행으로 포항상륙은 무저항 행정상륙이 가능하리라고 확신되었다.
한편, 중부전선에서 열세에 놓여있던 한·미지상군은 대전근교 진지를 구축하였으나, 122mm 야포와 T-34전차의 지원을 받는 조선인민군 4개 사단이 금강을 도하하여 미 제24사단을 공격하였으며 사방으로부터 대전을 사면 포위할 기세를 보이고 있었다.
이같은 전황은 기동력을 갖춘 지상군의 상륙을 더욱 촉구하였다. 그런데 미 제1기병사단을 짧은 시일 내에 한국전선으로 투입하는 데에는 여러 가지의 난점이 없지 않았다. 첫째, 상륙돌격함정(AKA)의 부족이었는데, 이를 보충하기 위하여 군수물자 수송기관(MSTS: Military Sea Transport Service)소속의 AKA 함을 요코스카 항으로 급거 회항시켜 상륙작전에 필요한 제반장비를 보수하였다. 이외에도 부족한 LST 6척과 AKA운송함 4척을 추가로 확보하였다.
그리고 상륙군은 21척의 LST에 분승하고 무기 및 장비도 AKA와 LST에 적재하였다. 제반 준비를 마친 포항상륙부대는 15일에 도쿄의 요코스카항을 출항하였다.
도쿄만을 출발한 포항상륙부대는 제2차 세계 대전 당시 일본해군의 전함 야마토(Yamato)가 마지막으로 통과한 풍후 해협을 지나 한국해역으로 들어섰다.
이때, 필리핀 북쪽 해상에서 북상중인 태풍 그레이스(Grace)호는 아직 한국해역까지 미치지 못하고 있었다. 함대가 포항을 향하여 항진하는 동안 운송함에 타전되는 전선 상황은 포항 북쪽인 영덕에서 치열한 전투가 전개되고 있으며 국군 제3사단은 미 제1기병사단이 상륙할 때까지 동지역을 방어할 수 있을 것인지의 여부를 크게 의심케 하였다.
한편, 7월 14일에서  7월 17일 사이에 포항근해와 항내의 소해작업을 실시한 YMS는 기뢰가 하나도 발견되지 않았음을 타전하였다.
7월 18일 05.00 상륙함대는 드디어 포항해역에 도착하였다, 전선은 아직도 포항 북쪽에 머물고는 있었으나 조선인민군 제5사단은 12사단과 합세하여 공격을 강화하였다. 이날 05.58 마침내 돌 제독은 상륙개시를 명령하였다.
이 명령과 함께 미 제1기병사단의 중장비가 먼저 양륙되었으며, 07.15부터 상륙병력이 상륙단정(LCM)으로 해안에 집결하였다. 09.30부터는 군수물자의 하역을 시작하였으며, 2,000대의 차량류를 양륙하였다.
이처럼 제반장비와 상륙병력은 신속히 양륙되었다. 한편, 7월 18일 ~ 7월 19일의 상륙기간중에도 동해의 경비 함정들은 포항근해를 호위하였으며, 제77기동함대의 함재기들은 원산, 흥남, 평강 등을 공습하였다.
미 제1기병사단이 포항에 상륙 후, 7월 19일, 미 제1기병사단 사단장 허버트 R. 게이(H. Gay)소장은 상륙군의 작전 지휘권을 인수하였으며, 이날 18:00에는 일부병력을 해안 방어작전에 투입하였다. 
상륙군은 사기가 왕성한 가운데, 미 제 8군사령관 월턴 워커(W. H. Walker)중장의 명령에 따라 미 제1기병사단 5기병연대와 8기병연대를 영동으로 전개하여 포항 상륙 4일 만인 22일에는 영동지구에서 24사단과 방어임무를 교대하였다. 이날 영일만에 닥친 시속 50Knots의 태풍 그레이스(Grace) 때문에 21일 도착하기로 한 MSTS소속의 운송선단들은 7월 23일에야 포항에 도착하였고 이로 미 제1기병사단의 포항 상륙이 마무리 되었다.

## 같이 보기
- 블루하츠 작전